# Уррос-Вілья
Уррос-Вілья (ісп. Urroz-Villa) — муніципалітет в Іспанії, у складі автономної спільноти Наварра. Населення — 394 особи (2009).
Муніципалітет розташований на відстані близько 320 км на північний схід від Мадрида, 15 км на схід від Памплони.

## Демографія
Динаміка населення (INE ):